# Sol Picó
Sol Picó Monllor (Alcoy, mayo de 1967) es una bailarina y coreógrafa española. Ha estudiado danza española, clásica y contemporánea y en sus producciones combina diferentes técnicas y lenguajes de manera rompedora. En 1993 crea la Compañía Sol Picó con la que se ha convertido en una de las coreógrafas y bailarinas más heterodoxas de la escena contemporánea española. Ha sido galardonada con numerosos premios. En su palmarés tiene 10 premios Max, el premio Nacional de Danza de Cataluña (2004), el premio Ciudad de Barcelona de Danza (2015) y el Premio Nacional de Danza 2016.  

## Biografía
Se graduó en Danza Española y Clásica por el Conservatorio Oscar Esplà de Alicante en 1985. Completa su formación en La Fábrica Espai de Dansa de Barcelona (1986-1988) , La Ménagerie de Verre de París (1988-1989) y el Mouvement Research de Nueva York (1997). Durante su viaje a París estudió bajo la dirección entre otros de Cesc Gelabert, Susanne Linke y Sara Sughiara.

## Trayectoria profesional
Dio sus primeros pasos como profesional con la compañía teatral "La Cassola" de Alcoy y crea su primera compañía en 1988 Danza Robadura. 
Entre 1990 y 2003 durante los primeros años de su trayectoria profesional trabaja como intérprete y coreógrafa con compañías y creadores como Rayo Malayo Danza, Los Rinos y La Fura dels Baus.
En 1993 crea en Barcelona la Compañía Sol Picó que le permite desarrollar su sello personal y se establece en la ciudad.
Entre 2002 y 2004 la Compañía Sol Picó fue compañía residente de danza en el Teatro Nacional de Cataluña.
Formada en la danza clásica y tocada por el teatro alternativo se ha convertido en una de las coreógrafas y bailarinas más heterodoxas de la escena contemporánea. "Sol Picó es capaz de bailarle a las memorias de una pulga, a una paella mixta o a una sirena a la plancha. Puede hacer flamenco con puntas con los ojos cerrados sobre un escenario lleno de cactus y prepara espectáculos en los que el teatro se mezcla con la danza con la denuncia y con el humor y con la música" señala una de las últimas críticas a su trabajo. 
En 2003 estrena La mujer manca o Barbie-Superstar un espectáculo que indaga en el universo femenino.  Nueve intérpretes femeninas, seis bailarinas y tres músicos, construyen y deconstruyen el mundo femenino, su entereza y fragilidad. "A todas las mujeres nos falta algo, pero al mismo tiempo podemos ser perfectas como esa Barbi, que en el fondo no existe..." De la elegancia más sofisticada a la "foca camionera", del "glamour a lo cutre", pasando por todas las gamas intermedias, el espectáculo se presenta como una "borrachera de contrastes" que propone "metáforas impactantes sobre la fantasía de la felicidad, el sufrimiento femenino, los mitos sexuales o la incomunicación". Eso sí, todo ello, aclara, "desde una perspectiva surrealista y con un punto de locura" señala en su crónica del espectáculo Teresa Sesé en el diario La Vanguardia.
En primavera de 2009 estrena 'El llac de les mosques (El Lago de las Moscas) una pieza para 2 bailarines, 4 músicos y un actor. Con el pretexto de hacer una revisión, una  mirada hacia atrás, ha estructurado este espectáculo en torno a un concierto de Rock and Roll, lleno de humor y de lecturas cruzadas. En esta obra toca temas de género a ritmo de rock, blues, flamenco etc. 
En el año 2012 prepara Llàgrimes d'Àngel (Lágrimas de Ángel) con motivo de la presentación de la Colección de Arte Románico en el Museo Nacional de Arte de Cataluña. Cuatro artistas con Sol Picó a la cabeza con la particular interpretación del arte románico invitando a hacer un recorrido inédito por las salas de la colección.
En noviembre de 2012 inaugura el Fringe Festival, festival internacional de artes escénicas de vanguardia de Pekín con El llac de les mosques (El Lago de las Moscas).
Su siguiente producción es Memòries d' una pusa (Memorias de una pulga). En 2013 Picó reflexiona sobre la crisis y propone una huida hacia delante como reacción y esperanza a la situación social. Un espectáculo muy duro físicamente que provocó una importante lesión a la bailarina durante su estreno en el Festival Temporada Alta. Concebida como una especie de 'red movie' íntima, va haciéndose constantes preguntas: "¿En el continuo movimiento, huimos o avanzamos?", "¿Qué dejamos atrás y cómo nos afecta?", "¿En qué medida somos partícipes reales de la construcción de nuestro futuro?", "Las relaciones que se establecen en este viaje nómada, ¿son de complicidad, son de colaboración?", "¿Quiénes son y cómo elegimos a nuestros compañeros de viaje?"...
En el 2014 presenta One-hit wonders, un espectáculo en solitario donde repasa sus 20 años de carrera para el que selecciona los mejores momentos de sus espectáculos com Bésame el cactus, un solo que la catapultó; pasajes de La dona manca o Barbiesuperestar (2003) centrado en clichés del universo femenino; 'Paella mixta' (2004), atrevida aproximación al flamenco de esta explosiva creadora con formación clásica y contemporánea; 'Memòries d'una puça' (2012), su imaginativa respuesta a la crisis del mundo actual, y 'D.V.A' (2012), espectáculo de calle sobre el erotismo.
En mayo de 2014 estrena en el marco del Festival Ciutat Flamenco de Barcelona La piel del huevo te lo da en el que se reflexiona sobre la mujer a través del flamenco y de la danza contemporánea. Dirige e interpreta el espectáculo junto a la actriz Candela Peña en su debut teatral, la cantante La Shica y los músicos Dani Tejedor en la percusión y Bernat Guardia en el contrabajo.  La obra se presentó también en Madrid en el Teatro del Barrio en enero del 2015.
En febrero de 2015, cuando celebra el 20 aniversario de su compañía recibe el premio Ciudad de Barcelona de Danza por conducir su carrera artística "con rigor, alegría y calidad" y por el trabajo en equipo y su implicación en la ciudad y el barrio en colaboración con otros artistas.
En 2016 fue galardonada con el Premio Nacional de Danza en modalidad de creación concedida por el Ministerio de Educación, Cultura y Deporte del Gobierno de España.

## Comprometida con la igualdad
Picó refleja el universo femenino en muchas de sus obras, cuestiona los estereotipos y se compromete en la defensa de la igualdad.
En el año 2012 suscribe una carta firmada por 200 mujeres de todos los ámbitos de la cultura catalana dirigida al consejero de Cultura de la Generalidad de Cataluña, Ferran Mascarell, reclamándole "un esfuerzo para combatir la desigualdad de género". También en enero de 2014 suscribe la carta al gobierno que mujeres intelectuales y artistas hacen pública para pedir la retirada del anteproyecto de ley del aborto presentada por el ministro Gallardón en el que se recortan los derechos de las mujeres en este terreno.

### We Women
En el espectáculo WW (We Women) (2015) plantea una mirada colectiva e intercultural con un proyecto colaborativo con otras artistas para reflexionar sobre el papel de la mujer dentro de la estructura social actual. Dirigida por Sol Picó, en la interpretación coreográfica están Julie Dossavi, Minako Seki, Shantala Shivalingappa y Sol Picó, con la interpretación musical de Adele Madau, Lina León y Marta Robles.
«Cuando hice La dona manca o Barbie Superestar era más juguetona, tenía una manera de verlo más cachonda. Hoy sigo teniendo alegría y humor, pero ahora ya sé lo que hay, lo veo mucho más claro: seguimos arrastrándonos cual gusano» explica Picó.
En octubre de 2015 estrena en el Teatre Nacional de Catalunya Només som dones (Solo somos mujeres) con Míriam Iscla y Maika Makovski dirigidas por Carme Portaceli, obra escrita por Carmen Domingo sobre la realidad silenciada de las mujeres en la guerra civil española y la dictadura de Franco en la que Sol Picó además de actuar realizó la coreografía.

### Dancing With Frogs
Como contrapunto a We Women, en 2017 presenta Dancing With Frogs, un espectáculo de danza que tiene como objetivo analizar la masculinidad y los retos en el siglo XXI con el tenor Antoni Comas, y los bailarines Robert Gómez, Pere Jou, Valentí Rocamora, Junyi Sun, Elías Torrecillas y Guillermo Weickert con música original de Pere Jou.
Sobre la propuesta, Sol Picó señala “aparecen una serie de conceptos sobre los que quisiera tomarme el tiempo para poder indagar: el patriarcado, lo hiper-viril, la testosterona, la violencia, el mariconeo, el niño adulto, la fragilidad, el privilegio y la carga, la ternura, la simpleza, la imagen arquetípica del caballero, el hombre en el folklore popular, el poderoso contra el oprimido, los abdominales de gimnasio, el bueno, el feo y el malo.Cada uno de estos conceptos podría derivar en un espectáculo en sí mismo, pero voy a trabajarlos con la idea genérica de pasar por ellos, voltearlos, mezclarlos, deconstruirlos y renombrarlos. Todo en un solo espectáculo y descubrir si existe un hombre distinto... o no”

## Creaciones
- 2024 Carrer 024[26]
- 2020 Malditas plumas[27]
- 2019 Animal de séquia
- 2017 Dancing With Frogs
- 2015 Només son dones con Míriam Iscla y Maika Makovski dirigida por Carme Portaceli
- 2015 W.W. We Women
- 2014 La piel del huevo te lo da con Candela Peña y La Shica
- 2014 One-hit wonders
- 2013 Memorias de una pulga
- 2012 Spanish Omelette
- 2012 Lágrimas de Ángel
- 2011 Petra, la mujer araña y el putón de la abeja Maya con Maru Valdivieso
- 2010 Matar al bicho
- 2010 Cortando jamón
- 2009 El llac de les mosques
- 2008 Sirena a la plancha
- 2007-2008 Las Doñas
- 2006 La prima de Chita
- 2006 Lluna peluda
- 2004 La diva y el hombre bala
- 2004 Paella mixta
- 2003 La dona manca o Barbisuperestar
- 2002 El 64
- 2001 Amor diesel
- 2000 Bésame el cáctus
- 1999 D.V.A. (Dudoso Valor Artístico)
- 1998 E.N.D. (Esto No Danza)
- 1997 Del planeta basura
- 1997 Love is fàstic
- 1996 Razona la vaca
- 1996 Bèstia
- 1995 Spitbrides
- 1994 Peve, Espectacular Dance Poemato
- 1993 Pevequi

## Colaboraciones
- 2015 Con el cineasta Eduard Cortés en la película Cerca de tu casa sobre desaucios ha creado la coreografía del baile del momento más duro del drama, el del hundimiento emocional de la protagonista.[28]
- 2012 Coreografías de la Gala Gaudí. Workshops Animalaris en Madrid y Juneda InCursió, Lleida. Coreografías del concierto A tot Vent en el Auditorio de Barcelona.  Participation en el videoclip ¿Por qué no estás aquí? de Dácil López.
- 2011 Participación en la exposición Salvador Dalí canta, en el Festival Acústica de Figueres, Participación en la temporada inaugural del Theatre l'Archipel de Perpignan, Participación en el programa especial de TV" Una historia para el nuevo año. Visita guiada al MNAC con la pieza Llàgrimes D'Angel.
- 2010 Visita guiada del Museo Picasso de Barcelona  Vist per Sol Picó.
- 2009 Dirección de la obra de marionetas y música con la cantante Mariona Sagarra y el marionetista Eugenio Navarro  para la sala Barcelonesa “La Puntual”; grabación del cortometraje Praeludium de Pau Dura; actriz y bailarina en la obra El Ball dirigida por Sergi Belbel.[29]
- 2007 Dirección artística de la Gala de la entrega de los Premios Max 2007 en Bilbao. Dirección artística de Viatges a la Felicitat por el proyecto “T Dansa” del Teatre Nacional de Catalunya.
- 2003 El 64 Cortometraje. Actriz y codirectora con Octavi Masià.
- 1993 Retrats Actriz en el cortometraje dirigido por Marcel.lí Antúnez y J.M Aixalá.
- 1993 Colaboración en el video de la canción "Como un burro amarrado en la puerta del baile" de El último de la fila.[7]
- 1991 1 ª Conferencia en Rilolaxcia'91 con Los Rinos actriz.
- 1990-2003 Con la Compañía Rayo Malayo de Francesc Bravo en No es todo metal, con Sigfrid Monleón en el cortometraje Ojos que no ven, con Joan Pueyo video-danza No Paris, con La Fura dels Baus Dadle café y XXX, con La Danaus Teatro Etrangel, con Juan López Filo, con Joan Ollé en Cròniques y con Carme Portaceli en Lear (2003).

## Premios
Premios Max
| Año  | Categoría                          | Montaje                         | Resultado |
| ---- | ---------------------------------- | ------------------------------- | --------- |
| 2002 | Mejor coreografía                  | Bésame el Cactus                | Ganadora  |
| 2002 | Mejor intérprete femenina de danza | Bésame el Cactus                | Ganadora  |
| 2003 | Mejor espectáculo de danza         | Bésame el Cactus                | Ganadora  |
| 2004 | Mejor espectáculo de danza         | La dona manca o Barbisuperestar | Ganadora  |
| 2004 | Mejor coreografía                  | La dona manca o Barbisuperestar | Ganadora  |
| 2005 | Mejor coreografía                  | Paella Mixta                    | Ganadora  |
| 2009 | Mejor espectáculo de danza         | Sirena a la plancha             | Ganadora  |
| 2010 | Mejor coreoagrafía                 | El Llac de les mosques          | Ganadora  |
| 2011 | Mejor coreoagrafía                 | El baile                        | Ganadora  |
| 2011 | Mejor intérprete femenina de danza | El baile                        | Ganadora  |

Otros reconocimientos
- 2002 Premio Butaca al mejor Espectáculo de Danza por Bésame el Cactus.
- 2002 Premio de la Crítica València por Bésame el Cactus.
- 2002 Distingido con Aplaudiment del Premi Sebastià Gasch de les Arts Parateatrals / FAD por Bésame el Cactus
- 2003 Premios de las Artes Escénicas de la Generalidad Valenciana: a la mejor intérprete de Danza, mejor Dirección Coreográfica y mejor Espectáculo de Danza, por Bésame el Cactus.
- 2003 Premio del Público de Tarragona al mejor Espectáculo de Danza por Bésame el Cactus.
- 2003 Premio Butaca al mejor Espectáculo de Danza, por La Dona Manca o Barbisuperestar.
- 2004 Premio Nacional de Danza de la Generalidad de Cataluña
- 2007 Premio de la Cartelera de Turias
- 2008 Premio La Peladilla d'Or d'Alcoy
- 2009 Premio FAD Sebastià Gasch por la obra El Llac de les Mosques
- 2009 Premio al mejor espectáculo de la 15 edición del Festival Internacional de Teatro de calle de Pula (Croacia) por Sirena a la Plancha
- 2009 Premio a la mejor propuesta de danza de la 23 Feria Internacional de Teatro y Danza de Huesca por El Lago de las Moscas
- 2012 Premio del programa Continuará de TVE
- 2015 Premio Ciudad de Barcelona de Danza
- 2016 Premio Nacional de Danza. Modalidad Creación.